# Begonia varistyle
Espèce
Begonia varistyle est une espèce de plantes de la famille des Begoniaceae.
Elle a été décrite en 1953 par Edgar Irmscher (1887-1968).